# 李姿敏
李姿敏（英語：Germaine Li，1987年11月12日—），香港女藝人，2009年香港小姐競選亚军，卸任港姐後離開TVB。

## 簡歷
李姿敏來自美國紐約，父親李鉅程是「飛銀動力」的馬主團體（08/09苗禮德練馬師賽馬團體）成員。2009年以在學學生身份參選香港小姐競選，早期因無甚新聞報導而被稱為「隱形佳麗」，後奪得該屆競選亞軍。當選後於同年9月初签約無綫電視，成為旗下經理人合約女藝員，2010年卸任港姐亞軍後離開公司，結束僅一年之賓主關係。
2017年8月李姿敏與澳洲籍練馬師賀賢在澳洲結婚。2018年長子出生，2023年次子出生。

## 電視節目

### 2009年
- 7月11日：《當香港小姐遇上香港先生》
- 7月18日、8月8日：《美麗告白》
- 8月15日：《美麗體驗北海道》
- 9月21日、9月22日：《My Name Is 邦》
- 12月5日：《愛情研究院》

## 獎項
| 年份   | 獎項                  | 結果 |
| 2009年 | 2009香港小姐競選 亞軍 | 獲獎 |